# Летний дождь (фильм, 2002)
«Летний дождь» — российский кинофильм 2002 года.

## Сюжет
В Москве жили да дружили три институтских товарища — врачи Сергей, Дима и Наташа. И если Дима встретил свою девушку Женю за пределами профессионального круга, то Сергей и Наташа много лет жили вместе, их даже уже считали одной семьёй. Но у Сергея и Димы была мечта — наконец выпорхнуть из-под крыла своего профессора, под чьим началом они работали в больнице и после окончания института открыть собственную клинику. Наташа не разделяла оптимизма друзей.
К тому же Сергей признавал, что их отношения с любимой женщиной давно зашли в тупик. Он заявил Наташе, что берёт тайм-аут, но все оттягивал решающий разговор. Вдруг к Жене из Сочи приезжает её двоюродная сестра по имени Александра. Саша в Москве проездом — чтобы получить немецкую визу и выехать к мужу, который переехал в пригород Мюнхена на постоянное место жительства. В первый же вечер после приезда Саши в Москву Женя знакомит её не только со своим женихом Димой, но и с его другом Сергеем.

## В ролях
| Актёр               | Роль           |
| ------------------- | -------------- |
| Евгения Трофимова   | Саша           |
| Константин Соловьёв | Сергей Назаров |
| Инна Гомес          | Женя           |
| Игорь Золотовицкий  | Дима           |
| Андрей Панин        | Романов        |
| Татьяна Исаева      | Наташа         |

## Съёмочная группа
- Автор сценария: Александр Атанесян
- Режиссёр: Александр Атанесян
- Оператор: Алексей Родионов